# ケンドマイシン
ケンドマイシン（Kendomycin）は、Streptomyces violaceoruberから最初に単離された抗がん性マクロライドである。エンドセリン受容体アンタゴニストおよび抗骨粗鬆症剤としての強力な活性を有している。また、様々な腫瘍細胞株に対して強い細胞毒性を有している。

## 全合成
その強力な生物学的活性のため、ケンドマイシンは全合成の標的として関心を集めている。ケンドマイシンの最初の全合成は2004年にLeeとYuanによって達成された。